# Esko Rechardt
Esko Tapani Rechardt (ur. 9 czerwca 1958 w  Helsinkach) – fiński żeglarz sportowy. Złoty medalista olimpijski z Moskwy.
Pływał w klasie Finn. Igrzyska w 1980 były jego pierwszą olimpiadą, na IO 84 zajął 14. miejsce. W 1984 był chorążym fińskiej ekipy podczas ceremonii otwarcia. Olimpijczykiem był również jego brat Lauri.